# Møre og Romsdal
Møre og Romsdal is een fylke van Noorwegen waar 5,4% van de Noorse bevolking woont. Hierin zijn de drie oude fogderieën (landschappen) Sunnmøre, Romsdal en Nordmøre opgenomen. Møre og Romsdal telt 27 gemeenten (3 stadsgemeenten) en grenst aan Trøndelag, Innlandet en Vestland.

## Feiten
- Steden (stadsrechten): Ålesund (centrum van Sunnmøre, 1848), Molde (centrum van Romsdal, 1742) en Kristiansund (centrum van Nordmøre, 1742).
- Rivieren: Rauma, Driva.
- statsforvalter: Rigmor Brøste (waarnemend)
- Fylkesordfører: Tove-Lise Torve (Ap)
- De provincie is bewoond vanaf vroeg in het stenen tijdperk.
- Møre og Romsdal Fylkesbåtar (MRF), opgericht in 1921, is de belangrijkste veermaatschappij van deze provincie. Møre og Romsdal wordt gekenmerkt door vele diepe fjorden en bewoonde eilanden en is in hoge mate afhankelijk van deze veerdiensten.

## Bestuurlijke indeling

### Dedistrictenvan Møre og Romsdal
Møre og Romsdal bestaat uit drie districten:
- Nordmøre (noordelijkst), bestaande uit de gemeenten Aure, Averøy, Eide, Gjemnes, Halsa, Kristiansund, Rindal, Smøla, Sunndal, Surnadal en Tingvoll.
- Romsdal (in het midden), bestaande uit de gemeenten Aukra, Fræna , Midsund, Molde, Nesset, Rauma, Sandøy en Vestnes.
- Sunnmøre (zuidelijkst), bestaande uit de gemeenten Ålesund, Giske, Haram, Hareid, Herøy, Norddal, Ørskog, Ørsta, Sande, Skodje, Stordal, Stranda, Sula, Sykkylven, Ulstein, Vanylven en Volda.

Behalve de banden die handel en cultuur met zich mee bracht, getuigen overeenkomsten in de dialecten van Nordmøre en Sør-Trøndelag in het noorden, van Romsdal en Oppland in het oosten en van Sunnmøre en Sogn og Fjordane in het zuiden van veel onderling contact.

### Gemeenten in Møre og Romsdal
Møre og Romsdal was begin 21e eeuw onderverdeeld in 38 gemeenten zoals op bijgaande kaart:
| 1. Ålesund 2. Aukra 3. Aure 4. Averøy 5. Eide 6. Fræna 7. (Frei -samengevoegd met Kristiansund) 8. Giske 9. Gjemnes 10. Halsa 11. Haram 12. Hareid 13. Herøy 14. Kristiansund 15. Midsund 16. Molde 17. Nesset 18. Norddal 19. Ørskog | 1. Ørsta 2. Rauma (administratief centrum: Åndalsnes) 3. Rindal 4. Sande 5. Sandøy 6. Skodje 7. Smøla 8. Stordal 9. Stranda 10. Sula 11. Sunndal 12. Surnadal 13. Sykkylven 14. Tingvoll 15. (Tustna -samengevoegd met Aure) 16. Ulstein 17. Vanylven 18. Vestnes 19. Volda |

### Gemeententelijke herindelingen
Frei was op 1 januari 2008 opgenomen in de gemeente Kristiansund en Tustna op 1 januari 2016 in de gemeente Aure.
Op 1 januari 2020 verminderde het aantal gemeenten aanzienlijk. Na de grote bestuurlijke herindeling in Noorwegen in dat jaar bleven er in Møre og Romsdal nog 27 over.
Haram, Sandøy en Skodje werden opgenomen in de gemeente Ålesund, Midsund en Nesset in Molde.
Norddal en Stordal fuseerden tot de gemeente Fjord, Eide en Fræna tot Hustadvika.
De gemeente Hornindal in de op dezelfde dag opgeheven provincie Sogn og Fjordane werd opgenomen in Volda.
Halsa fuseerde met Hemne en een deel van Snillfjord, beide in de provincie Trøndelag, tot de nieuw gemeente Heim, die ook deel ging uitmaken van Trøndelag
Na deze omvat de provincie de volgende 27 gemeenten:
| 1. Aukra 2. Aure 3. Averøy 4. Fjord 5. Giske 6. Gjemnes 7. Hareid 8. Herøy 9. Hustadvika | 1. Kristiansund 2. Molde 3. Ørskog 4. Ørsta 5. Rauma 6. Rindal 7. Sande 8. Smøla 9. Stranda | 1. Sula 2. Sunndal 3. Surnadal 4. Sykkylven 5. Tingvoll 6. Ulstein 7. Vanylven 8. Vestnes 9. Volda |

## Natuur

### Bergen
De bergketen Trollheimen bevindt zich gedeeltelijk in Møre og Romsdal.
Er zijn diverse bergen zoals: Pyttegga (1999 m), Storskrymten (1985 m), Høgbøra (1964 m), Såthorn (1759 m), Kviteggja (1717 m), Snota (1669 m), Trollhetta (1616 m), Råna (1586 m), Seljebottinden (1531 m), Kyrkjefjellet (1482 m), Lauparen (1434 m), Smisetnebba (1175 m), Blæja (1142 m), Skåla (1128 m), Blåskjerdingen (1069 m), Snøtinden (1027 m).

### Natuurreservaten en nationaal parken
- Nationaal park: Dovrefjell-Sunndalsfjella (1113 km² waarvan 580 km² in Møre og Romsdal).
- Natuurreservaten: 145 (land- en zeeareaal van totaal 194 km²).
- Beschermde landschappen: 14 (1889 km²)
- Beschermde natuurgebieden: 160 (2663 km²)

### Fjorden
In Møre og Romsdal zijn vele fjorden zoals:
- Arasvikfjord
- Austefjord
- Batnfjord
- Eresfjord
- Fannefjord
- Geirangerfjord
- Halsafjord
- Hamnesfjord
- Herøyfjord
- Isfjord
- Hjørundfjord
- Kilsfjord
- Kornstadfjord
- Kvernesfjord
- Langfjord
- Moldefjord
- Rødvenfjord
- Romsdalsfjord
- Sunndalsfjord
- Tafjord
- Tomrefjord
- Tresfjord
- Trongfjord
- Valsøyfjord

## Economie
De beste gebieden voor landbouw zijn in de middelste gebieden van Nordmøre en op het schiereiland van Romsdal, belangrijkst is de melkveehouderij. De visserij is belangrijker hier dan in de overige provincies in het westen van Noorwegen, en de vissersvloot (in het bijzonder van Sunnmøre) is in bezit van vele en moderne trawlers en andere schepen die langs de Noorse kust, in de Noordzee en verder weg vissen. Er zijn ook veel viskwekerijen hier.
De industrie is hoofdzakelijk gebaseerd op het verwerken van vis, bouw van boten en schepen en uitrusting voor de vissersvloot. Verder is er het bouwen van offshore-platforms, meubelindustrie (in het bijzonder te Sunnmøre), textielindustrie (Romsdal) en aluminiumindustrie te Sunndalsøra, Nordmøre. Møre og Romsdal Fylkesbåtar (MRF) is de belangrijkste veermaatschappij van deze provincie (opgericht 1921).

## Verkeer en vervoer
In deze provincie zijn er veel veerboten voor autotransport, ook al hebben de meeste van de dichtbevolkte eilanden al brugverbindingen met het vasteland en/of andere eilanden. Ook is er de Atlantische weg.
De bergbodem is gevormd tijdens de Caledonische plooiing. De plooiing is zuidwest-noordoost georiënteerd en parallel met de plooien zijn fjorden en dalen uitgesleten door water en ijs. Later is de berggrond opnieuw, dwars hierop gebarsten en wederom heeft water en ijs deze barsten verweerd en dalen, zee-engtes en korte fjorden gemaakt. Deze kruisende systemen maakt het moeilijk en duur om een goed wegennet te maken.
Møre og Romsdal is afhankelijk van de veerdiensten (geweest). Het hoofdvliegveld Vigra ligt bij Ålesund en er zijn kleinere vliegvelden ook bij Kristiansund en Molde. Naast Torvik te Lerøy doet Hurtigruten ook Ålesund, Kristiansund en Molde aan.
De spoorlijn in Møre og Romsdal is de Raumabanen.

## Het wapen
Het wapen bestaat uit drie gouden Vikingschepen van voren gezien tegen een blauwe achtergrond en is getekend door Harald Hallstensen.
Het motief heet Nordvegen oftewel de weg naar het noorden. Hiermee wordt ter uitdrukking gebracht dat de fjorden de belangrijkste wegen waren in de oude tijd in deze provincie. De drie schepen symboliseren de drie districten (fogderi), Sunnmøre, Romsdal en Nordmøre.
Het wapen werd aangenomen door het fylkesting (provinciale staten) 15 maart 1978, maar is heraldisch niet goedgekeurd vanwege de illusie van diepte die de drie schepen wekken en het is hierdoor ook niet door een koninklijke resolutie "beschermd".
Het wapen heeft een "roepnaam" gekregen, namelijk de hond, de kat en de muis. Het naampje knipoogt naar de vriendelijke wedstrijd tussen de drie districten. Het is niet duidelijk welk van de drie districten voorop is.

## Provinciale bloem

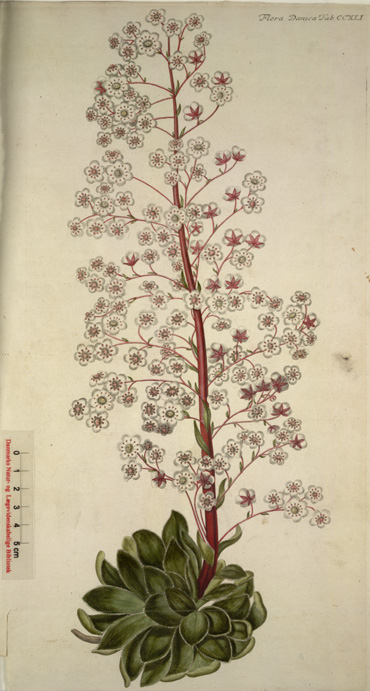
Provincie-bloem Møre og Romsdal

De Steenbreek Saxifraga cotyledon, in het Noors bergfrue, is door de Fylkesmann aanbevolen als een van de symbolen van Møre og Romsdal. Deze bloem is zeldzaam in Europa, zij komt soms voor op IJsland, in de Alpen en de Pyreneeën, en is vrij gewoon in Noorwegen. Er is geen historische achtergrond hiervoor, anders dat in 1987 professor Olav Gjærevoll (toenmalig leider van de Noorse Botanische Vereniging) initiatief nam om dit te reguleren voor alle provincies. Over het algemeen werden er bloemen/planten gekozen die typisch (of uniek) zijn voor hun provincie.

## Bekende mensen in Møre og Romsdal
- Ragnvald Mørejarl en Rolf Ganger, Vikingen.
- Ole Gunnar Solskjær, voetballer
- Kjell Magne Bondevik, politicus, premier
- Andrine Flemmen, alpinist
- Bjørnstjerne Bjørnson, auteur
- Martin Linge, (1894-1941), officier, een leider van de weerstand tegen de Duitsers 2WO.
- Ivar Aasen, (1813–1896), maker van het nieuwnoors